# Baryogénèse

La baryogénèse se serait produite après l'inflation (en beige), mais bien avant la première seconde suivant le Big Bang. Elle se situerait dans les parties jaune-orange du schéma ci-dessus.

En cosmologie, le terme baryogénèse désigne une ou des périodes de formation des baryons au sein de l'Univers primordial. Ainsi, d'après la théorie du Big Bang, lors des premiers instants de l'Univers, ce dernier était trop chaud pour permettre l'existence de la matière. Cette dernière se serait formée à partir du moment où l'Univers est devenu suffisamment froid pour ce faire. L'époque de la baryogénèse n'est pas connue avec certitude. Elle se situerait entre 10-32 et 10-12 s après le Big Bang (cf. #Modèles).
Les principales hypothèses situent la baryogénèse dans deux ères : la baryogénèse de grande unification se serait produite pendant ou peu après l'ère de grande unification ; la baryogénèse électrofaible se serait produite lors de la transition électro-faible.
À la suite de ce processus, on constate une asymétrie entre la matière et l'antimatière, au minimum dans la répartition spatiale, qui permet l'existence de la matière.

## Histoire

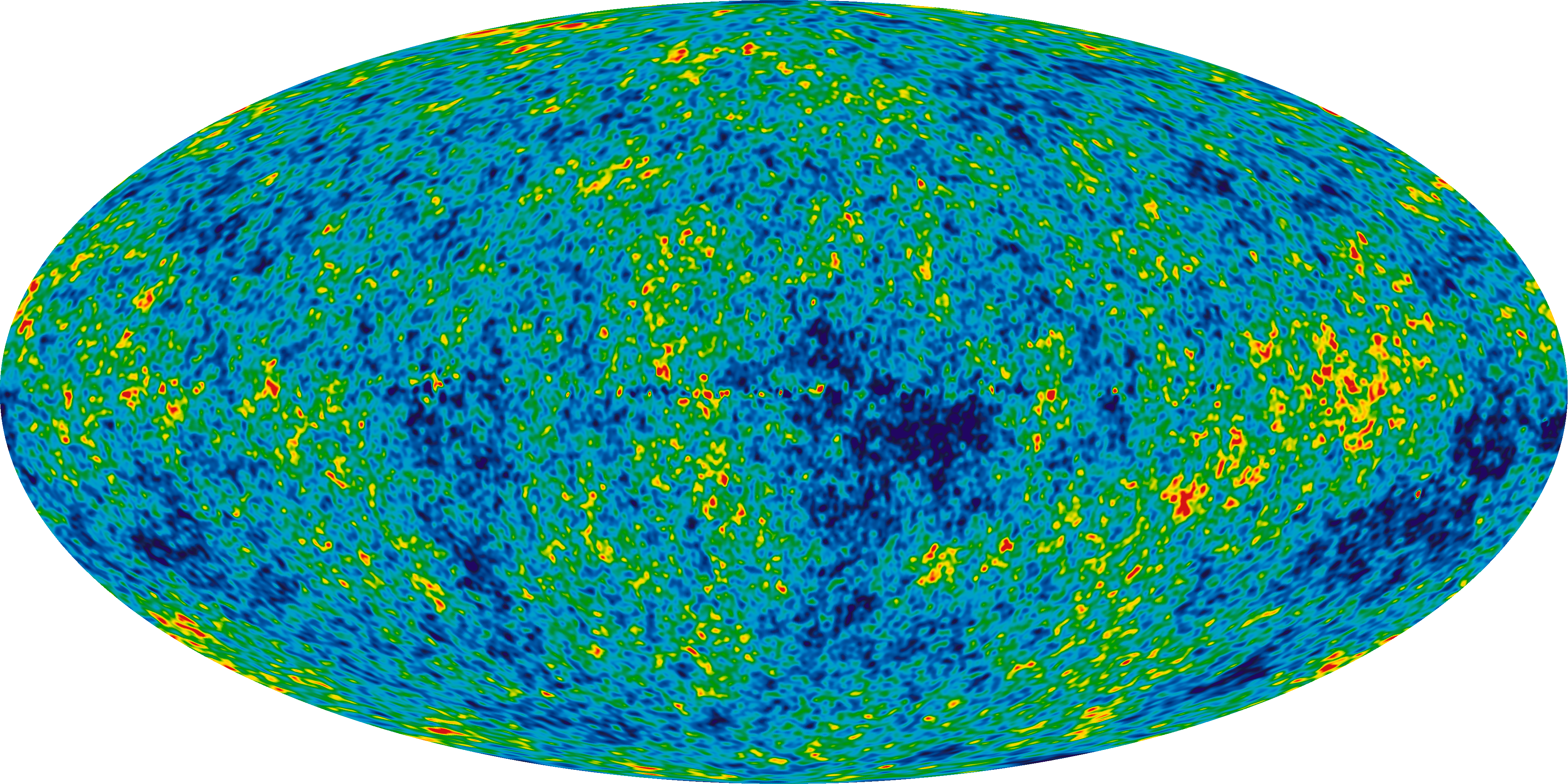
La découverte du fond diffus cosmologique en 1965 a grandement contribué à faire du modèle du Big Bang le modèle de formation et d'évolution de l'Univers le plus accepté de nos jours.

Formulée à partir de la fin des années 1920, la théorie du Big Bang affirme que les propriétés physiques de l'Univers ont changé au cours de son histoire, passant d'un état extrêmement petit, dense et chaud à un état très grand, dilué et froid que nous observons aujourd'hui. Selon cette théorie, lors des premiers instants de l'Univers, celui-ci était trop chaud pour permettre l'existence de la matière. Les théoriciens établissent l'apparition de cette dernière lors de la baryogénèse, c'est-à-dire à partir du moment où l'Univers est devenu suffisamment froid pour qu'elle puisse prendre forme par la formation des baryons.

### Découverte de l'antimatière

Dans ce diagramme de Feynman, un électron et un positron s'annihilent en produisant un photon virtuel qui devient une paire quark-antiquark, qui émet ensuite un gluon. (Le temps va de gauche à droite, et la dimension spatiale va de haut en bas.)

Vers 1928, travaillant sur la mécanique quantique relativiste appliquée à l'électron, le physicien Paul Dirac formule l'équation de Dirac. Cette dernière mène à l'idée de l'existence d'antiparticules, dont l'observation se produit pour la première fois en 1932 lorsque Carl David Anderson met en évidence le positron,.
Au début des années 1950, des chercheurs tels Julian Schwinger développent la symétrie CPT, qui stipule, notamment, que chaque particule et son antiparticule possèdent exactement les mêmes masse et durée de vie, mais une charge diamétralement opposée. En 1956, on détecte pour la première fois des antiprotons. Depuis cette époque, on a observé en laboratoire l'existence d'une antiparticule pour chaque particule connue. De plus, chaque production de matière en laboratoire amène la production en quantité égale d'antimatière, et vice versa.
En conditions de températures « normales », particule ({\displaystyle p}) et antiparticule ({\displaystyle {\bar {p}}}) s'annihilent en quantité strictement égale sous forme d'énergie lumineuse ({\displaystyle \gamma }) selon l'équivalence masse-énergie, :
{\displaystyle p{\bar {p}}\to \cdots \pi ^{0}\cdots \to 2\gamma }
où {\displaystyle \pi ^{0}} est un pion.
Toute existence de matière dépend conséquemment de l'absence de contact avec l'antimatière, autrement l'Univers ne serait composé, à peu de chose près, que de pure lumière. De ce fait, deux principaux scénarios sont envisagés pour expliquer l'observation de quantité infime d'antimatière de nos jours dans l'Univers observable : soit l'Univers a débuté avec une « préférence » pour la matière (le nombre baryonique total de l'Univers était différent de 0) ; soit l'Univers était parfaitement symétrique à l'origine et qu'une série de phénomènes a mené, avec le temps, à un déséquilibre en faveur de la matière. Le second scénario est généralement préféré au premier depuis l'énoncé des conditions de Sakharov, et les chercheurs y adhérant théorisent que l'asymétrie matière-antimatière se serait produite lors de la baryogénèse, qui aurait mené à une asymétrie baryonique, évaluée à environ une particule par milliard (ppb),.

### Conditions de Sakharov

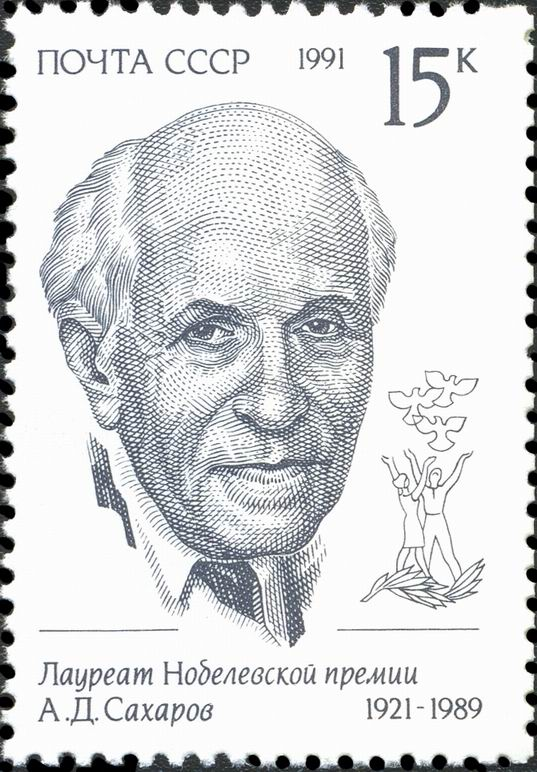
Timbre russe à l'effigie d'Andreï Sakharov.

En 1967, le physicien russe Andreï Sakharov émet trois conditions que doit suivre la baryogénèse pour mener à une asymétrie baryonique :
1. Que la matière et l'antimatière obéissent à des lois physiques différentes. Cela se traduit par une violation de la symétrie C et de la symétrie CP,
2. Qu'il existe un processus violant la conservation du nombre baryonique. En effet, le nombre baryonique est égal à la différence entre le nombre de particules de matière (plus précisément le nombre de baryons) et le nombre de particules d'antimatière (d'antibaryons). Ce nombre est supposé initialement nul, et est non nul à l'issue de la baryogénèse, puisque celle-ci génère un excès de baryons,
3. Qu'il y ait rupture de l'équilibre thermique. En effet, à l'équilibre thermique, les taux de réactions produisant un excès de baryons sont égaux à ceux produisant des antibaryons. Ce n'est que lorsque l'équilibre thermique n'est pas établi que l'un des deux types de réactions peut prendre le pas sur l'autre.

Connues par la suite sous le nom de conditions de Sakharov, ces dernières seront ignorées un certain temps par la communauté scientifique. Cependant à partir de 1974, avec la mise de l'avant de certains modèles de grande unification tels ceux de Pati–Salam (en) et de Georgi–Glashow (en), l'idée de la création d'une asymétrie baryonique lors de la baryogénèse fait son chemin. En 1978, une équipe de chercheurs menée par A. Yu. Ignatiev ainsi que le chercheur Yoshimura Motohiko publient sur le sujet et lancent les recherches en ce sens,,. De nos jours, la majorité des modèles de baryogénèse sont formulés en tenant compte des conditions de Sakharov.

## Modèles

Variation des constantes de couplage des quatre interactions fondamentales de la physique en fonction de l'énergie. Les modèles de baryogénèse situent cette dernière lors de la séparation entre l'interaction forte et électrofaible ou lors de la transition électro-faible (et).

L'époque de la baryogénèse n'est pas connue avec certitude. On cherche habituellement des scénarios pour lesquels les conditions de Sakharov sont satisfaites et qui permettent de générer la quantité voulue de matière baryonique {\displaystyle N_{B}} par rapport à l'antimatière baryonique {\displaystyle N_{\bar {B}}} et à la quantité de photons fossiles {\displaystyle N_{\gamma }}, pour donner un certain excès {\displaystyle \beta _{0}} selon la relation :
{\displaystyle \beta _{0}={\frac {({N_{B}}-{N_{\bar {B}}})}{N_{\gamma }}}\approx 3\times 10^{-10}}
Ce nombre est évalué en fonction du rapport entre la densité photons fossiles par rapport à la densité de matière observés dans l'Univers actuel.
On distingue essentiellement deux types de scénarios de baryogénèse :
- La baryogénèse de grande unification, qui se produirait pendant, ou peu après l'ère de grande unification (10-32 s[13]), soit à des températures avoisinant les 1015 GeV.
- La baryogénèse électrofaible, qui se produit lors de l'ère électrofaible, soit à environ 102 GeV.

Il existe plusieurs scénarios des deux types. Plusieurs d'entre eux font intervenir des sphalerons, qui redistribueraient les asymétries baryoniques ou leptoniques.
Dans les deux cas, la baryogénèse se produit longtemps avant la nucléosynthèse primordiale. Celle-ci est donc indépendante du processus exact de baryogénèse, mais uniquement sensible à l'abondance résiduelle de matière ordinaire. C'est cette dernière que l'on contraint par la mesure de l'abondance des éléments légers.
Les scénarios de baryogénèse électrofaible sont de nos jours plus « populaires » car ils impliquent des énergies qui seraient à « portée de main » des accélérateurs de particules actuels,.